# Мистер Ти
Лоренс Тјуро (енгл. Laurence Tureaud; Чикаго, 21. маја 1952), познатији као Мистер Ти (енгл. Mr. T) амерички је филмски и ТВ глумац и рвач.
Најпопуларније улоге у којима се прославио је у телевизијској серији А-Тим (1983—1987), и холивудском филму Роки 3 (1982). Такође је познат по својој препознатљивој фризури инспирисаној Мандинка ратницима из западне Африке.